# 家居派對
家居派對（Home party），中國大陸、台灣等地又以諧音俗稱為轰趴，通常指於舉辦者家中進行的中至大型私人派對，與在的士高等其他公眾場地舉行的派對相對。流行於美国和英国。
典型的家居派对都由成年人、高中生和大学生举办。房内被布置得非常华丽，播放著高聲量的音樂，人们通常在派对里喝酒精类饮料。被邀请的人通常是亲戚或是好友。歷史上，家居派對也指在鄉間莊園舉辦的紳士聚會，這種派對歷時幾天至幾個禮拜不等。
家居派對或早於幾個月之前、或晚至派對開始前幾小時籌辦。通知其他人參加派對的方式通常是口頭傳達、發出正式請柬或者經社交網絡網站（例如Facebook）傳送。如舉辦者選擇經社交網絡網站邀請他人，需特別留意派對的資訊有多公開。曾經有舉辦者在互聯網上發佈派對資訊，卻引來幾百位陌生人不請而來，並大肆破獲主辦者的家居和財物。在英國，這種突襲參與派對的行為又稱為「Skins派對」，名稱源於一套著名電視節目，該節目描述一群在布里斯托生活、經常出席或舉辦家居派對的青少年。
另外，不請自來的派對參加者在英語中又被稱為「闖閘者」（英語：gatecrasher）。闖閘者一般不受主人家或其他出席者歡迎，但也有比較開放的主辦者歡迎行為良好的闖閘者。

## 家居派對受歡迎的原因
- 那里的酒精饮料是非常的便宜，举办者不需要花太多的钱在购买这个上面，参加者也不会介意这一点的。这方便那些比较贫穷的家庭、高中生和大学生他们的钱本身就比较少。
- 因为参加者都是一些关系非常密切的人，所以大家都觉得无拘无束可以自由自在的行动。
- 如果你有更多空间，那就意味有更多人能来。同时你可以在派对之前随心所欲裝饰自己的房间。并且有更多地方跳舞，和许多人一起度过这快乐的时光 。
- 派对的时间是没有限制的，所以甚至可以是通宵达旦的。但是，这也给邻居带来了不必要的麻烦，如派对中所产生的噪音可能使他们不能入睡，为此举办者应该考虑周全。

## 其他

### 直銷產品展銷會
在美國與加拿大，家居派對一直是直銷商生意額的重要來源。因此，他們經常都會透過組織家居派對來進行促銷活動。然而，在居住地方狹小的香港來說，一般的家居根本並不適合用來搞家居派對。因此，在香港，當有人提及要在家裡搞派對、又或是和關係不太密切的人邀請到家裡之時，很多人都直覺把事件與直銷劃上等號。

### 性派對
家居派對亦隨著電視媒體與報章雜誌的報導被錯誤解讀為性派對，且與濫用藥物、性乱、性侵、危險性行為、毒品、性傳染病等等詞語畫上等號。